# Göran Hammar (1821–1873)

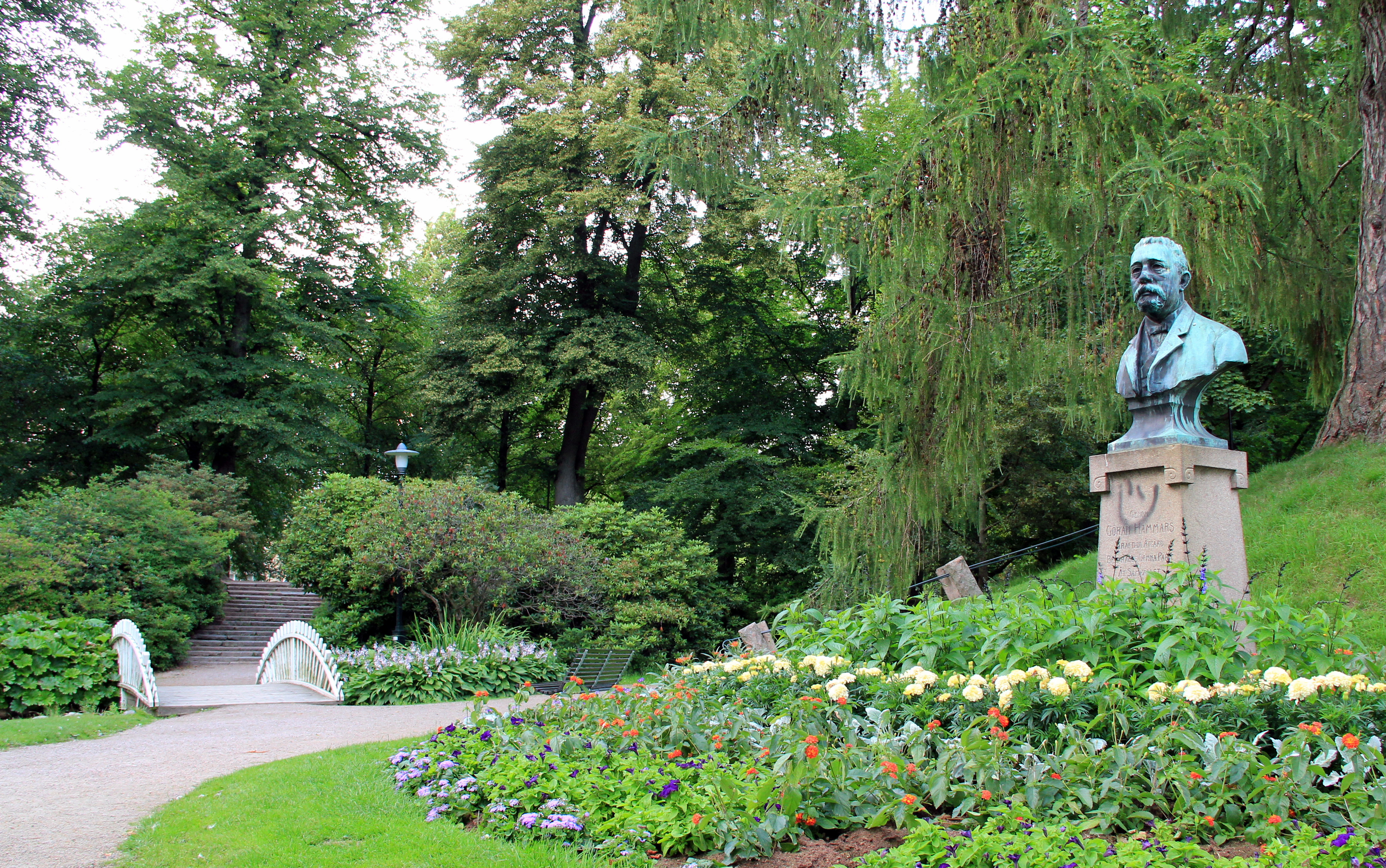
En byst av Göran Hammar, skapad av Sven Andersson i Norre katts park i Halmstad

Göran Niklas Hammar, född 14 augusti 1821 i Halmstads församling, död där 20 maj 1873, var en svensk handelsman, vicekonsul och politiker. Han var riksdagsman för borgarståndet i Halmstad och Kungsbacka vid ståndsriksdagarna 1856/58 och 1859/60 samt för Halmstad 1862/63 och 1865/66.